# عمر موراليس
عمر موراليس (بالفرنسية: Omar Morales)‏ (20 ديسمبر 1985 بسانت مارتن في مملكة هولندا - ) هو لاعب كرة قدم فرنسي في مركز الهجوم. شارك مع منتخب سانت مارتن لكرة القدم. أما مع النوادي، فقد لعب مع Orléans Attackers FC ‏.

## روابط خارجية
- عمر موراليس على موقع قاعدة بيانات كرة القدم.إي يو (الإنجليزية)
- عمر موراليس على موقع ناشيونال فوتبول تيمز (الإنجليزية)
- عمر موراليس على موقع Soccerway.com (الإنجليزية)